# Siciul Zaporojean
Siciul Zaporojean (în limba ucraineană: Запорізька Січ, Zaporiz'ka Sici) a fost centrul administrativ, politic și militar al cazacilor zaporojeni, o forță în stepele din nordul Mării Negre în perioada secolelor al XVI-lea – al XVIII-lea. Siciul Zaporojean era amplasat pe o insulă în  mijlocul râului Nipru, în regiunea Zaporojia din Ucraina contemporană. De asemenea, termenul a fost folosit pentru denumirea întregii organizații militaro-administrative a armatei cazacilor zaporojeni. 

## Origini
Siciul Zaporojean a fost la început o tabără militară fortificată, ale cărei fundații a fost pusă în 1556 pe insula Hortiția de Dmitro Vișnevețki. Hatmanul Petro Konașevici-Sahaidacinîi a ordonat cazacilor să construiască aici primele fortificații de pământ cu ziduri din bușteni. Acestui sistem defensiv format din valuri de pământ și trunchiuri de copaci i s-au adăugat o abatiză (zid din trunchiuri de copaciî nfipți în pământ, aplecați spre exterior). Substantivul „sici” este derivat din verbul ucrainean сікти (sikti) „a tăia”, cu sensul de a tăia pădurea pentru  ridicarea unei tabere, sau de a tăia copaci pentru construirea unei fortificații.
Protecția acestei locații era asigurată atât de pragurile Niprului și de izolarea ei geografică.

## Organizarea și conducerea
Armata zaporojeană era condusă de un hatman, care era secondat de un secretar, un judecător, un arhivar și de un consiliu legislativ – Rada Siciului. 
Unele surse istorice numesc Siciul Zaporojean drept „republică a cazacilor”,  de vreme ce puterea supremă era deținută de o adunare a tuturor membrilor ei, iar conducătorii „starșina” erau aleși, nu numiți. Societatea căzăcească („hromada”) era formată din „kurene”, (fiecare având câteva sotnii de cazaci). Un tribunal militar judeca și pedepsea cu severitate violențele și furturile între cazaci, pătrunderea femeilor în Sici, consumarea de alcool în timpul campaniilor militare ș.a. Administrația cazacilor se ocupa și de problemele bisericilor și de sistemul de învățământ religios și laic.
Populația zaporojiană era multinațională și, în afară de CAZACI, existau reprezentanți ai altor etnii: moldoveni, ruși, evrei, tătari, polonezi sau lituanieni. Structura socială era foarte diversificată. În rândurile populației se găseau șleahtici sau boieri scăpătați, negustori, țărani, bandiți, evadați de pe galerele turcești, etc. Dacă la începutul existenței Zaporojiei, aceste formațiuni formau bande de răufăcători care se ocupau în principal cu jaful și care erau în bună măsură independente de conducerea centrală, spre mijlocul secolului al XVII-lea, această situație s-a schimbat și a avut loc un vast proces de integrare a locuitorilor Zaporojiei în societatea căzăcească. 

### Armata și  acțiunile militare
Cazacii au construit o flotă mare de vase ușoare și rapide. Cu ajutorul lor, cazacii declanșau acțiuni fulgerătoare de jaf împotriva așezărilor bogate de pe țărmul Mării Negre de sub controlul Imperiului Otoman. În cursul a câtorva campanii, cazacii au ajuns chiar până la Constantinopol.

## Istoric

### Înființarea

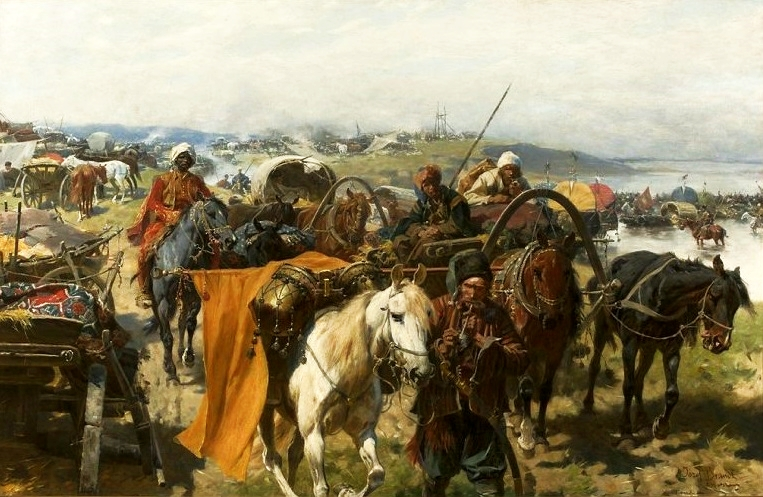
"Tabăra zaporojeană", tablou de Józef Brandt, Muzeul Național de Artă, Varșovia

Siciul Zaporojean a fost fondat ca o măsură de apărare a cazacilor împotriva raidurilor devastatoare ale tătarilor din Crimeea, care luau în robie mii și mii de cazaci, belaruși și polonezi. Aceste operațiuni de transformare în sclavi a locuitorilor pașnici ai regiunii erau numite de tătari „strângerea recoltei din stepă”. 
Până la tratatul de la Pereiaslav din 1654 regiunea căzăcească Zaporojie făcea parte din Regatul Poloniei (nu exista noțiunea de stat ucrainean sau ucraineni). Cazacii din Zaporojie au creat forțele de autoapărare ale cazacilor, care au devenit suficient de pricepute în respingerea atacurilor hoardelor tătare. 
Există istorici care consideră că amenințările constante ale tătarilor din Crimeea au fost factorul determinant al apariției instituției cazacilor. În timpul raidurilor de răzbunare ale cazacilor în regiunile stăpânite de Imperiul Otoman și Hanatul Crimeii, ei nu doar jefuiau așezările bogate, dar eliberau și creștinii căzuți în sclavie. 

### Dispariția
În ultimii săi ani de existență, Siciul Zaporojian devenise centrul vieții cazacilor de la sud de granițele Imperiului Rus. Cazacii erau conduși de Rada Siciului, iar termenul „Siciul Zaporijian” era aplicat întregului „stat căzăcesc”. 
După semnarea tratatului de la Pereiaslav (1654), regiunea locuită de cazacii zaporojeni a fost împărțită în două: Hetmanatul cazacilor cu capitala la Cihirin și o regiune cu mai mare autonomie, Zaporojia, a cărei capitală s-a mutat de mai multe ori de-a lungul timpului. 
În timpul domniei țarului Petru I, cazacii au fost obligați să lucreze la construirea de canale navigabile și fortificații. Se estimează că aproximativ 20.000 – 30.000 de cazaci au fost trimiși în fiecare an în nordul Rusiei, la construcția canalului spre lacul Ladoga. Munca grea în climatul rece, la care nu erau adaptați, a dus la moartea unui mare număr de cazaci. Se estimează că doar 40% dintre cazacii care au lucrat în nord s-au mai întors la casele lor.
După bătălia de la Poltava, rușii au distrus Siciul original în 1709, iar capitala lui Ivan Mazepa, Baturin, a fost ștearsă de pe suprafața pământului. Baturin este denumit uneori drept Vechiul Sici (Stara Sici). Între 1734 – 1775 a fost construit Noul Sici (Nova Sici). Administrația rusă s-a temut însă de tendințele independentiste ale cazacilor și a desființat Hetmanatul în 1764, iar în 1775 a distrus prin forța armelor Siciul Zaporojean. 
La sfârșitul secolului al XVIII, ofițerii cazaci din Ucraina au fost primiți în cadrul nobilimii ruse (dvorianstvo). Soldații de rând din rândul cazacilor, inclusiv vechii zaporojeni, au fost reduși la statutul de țărani. Ei au reușit să păstreze anumite libertăți și privilegii și au continuat să asigure azil pentru cei care fugeau de iobăgia din Rusia sau Polonia. Acest ultim fapt a atras mânia împărătesei  Ecaterina a II-a. Tensiunile în regiune au crescut după pacea de la Kuciuk-Kainargi, când a dispărut amenințarea împotriva granițelor de sud ale Rusiei prin anexarea Crimeii. Odată cu începerea colonizării  „Noii Rusii”, au apărut tensiuni interetnice între cazaci și coloniști sârbi. Ecaterina cea Mare a găsit în turbulențele interetnice scuza perfectă pentru încălcarea tratatului de la Pereiaslav și a desființat definitiv Siciul Zaporojean.

### Distrugerea
În mai 1775, generalul Piotr Tekeli a primit ordinul să ocupe principala fortăreață zaporojeană, Siciul, și să o distrugă. Ordinul a fost transmis de Grigori Potiomkin, care fusese primit în rândul cazacilor cu doar câțiva ani mai înainte. Ordinul fusese dat de împărăteasa Ecaterina a II-a. 
Pe 5 iunie 1775, generalul Tekeli a încercuit Siciul cu trupele de infanterie și artilerie.  Generalul a amânat câteva zile atacul și chiar a permis asediaților să primească vizite, în timp ce atamanul cazacilor Petro Kalnîșevskîi căuta o cale de ieșire din impas. Atamanul a cerut ca un grup de 50 de cazași să primească permisiunea să pescuiască pe râul Inhul, în apropierea cursului Bugului de Sud și de granița Imperiului Otoman. Pretextul a fost folosit de grupuri mici de cazaci, care au fugit astfel din Siciul asediat. Cazacii care au evadat au călătorit până în Delta Dunării, unde au format Siciul Dunărean, sub protectoratul Imperiului Otoman. 
Tekeli și-a dat seama de stratagemă doar când în fortificație rămăseseră puțini cazaci. Siciul a fost ras de pe suprafața pământului. Atamanul Petro Kalnișevski a fost arestat și exilat în Insulele Solovețki, unde a trăit la Mănăstirea Solovețki până la o vârstă înaintată. Toți liderii de frunte cazacilor ci, are au fost prinși au fost încarcerați sau exilați. Conducătorii mai de rang mic, care au trecut de partea rușilor, au fost primiți în rândurile armatei regulate fiind încadrați în regimentele de dragoni și husari și li s-au recunoscut toate privilegiile. Cea mai mare parte a cazacilor de rând au fost transformați în țărani ai statului și șerbi.  Scriitorul ucrainean Adrian Kașcenko (1858-1921), și istoricul Olena Apanovici au subliniat faptul că distrugerea Siciului Zaporojean a reprezentat distrugerea ultimul bastion al libertăților și modului de viață căzăcesc (nu se putea vorbi atunci, în secolele XVI-XVIII, de mod de viață ucrainean, când nu existau noțiunile de ucrainean și limba ucraineană).